# سند میل (آریزونا)
سند میل (به انگلیسی: Sand Mill) یک منطقهٔ مسکونی در ایالات متحده آمریکا است که در آریزونا واقع شده است. سند میل ۸۰۶ متر بالاتر از سطح دریا قرار دارد.